# فيرجينيا ووكر
فيرجينيا ووكر (بالإنجليزية: Virginia Walker)‏ هي ممثلة أمريكية، ولدت في 31 يوليو 1916 في بوسطن في الولايات المتحدة، وتوفيت في 23 ديسمبر 1946 في لوس أنجلوس في الولايات المتحدة.

## وصلات خارجية
- فيرجينيا ووكر على موقع IMDb (الإنجليزية)
- فيرجينيا ووكر على موقع ألو سيني (الفرنسية)
- فيرجينيا ووكر على موقع قاعدة بيانات الفيلم (الإنجليزية)